# Leopold Mozart
Johann Georg Leopold Mozart, avstrijski skladatelj, glasbeni pedagog in violinist,  * 14. november 1719, Augsburg (Nemčija), † 28. maj 1787, Salzburg.
V zgodovino se je zapisal predvsem kot oče genialnega Wolfganga Amadeusa Mozarta, čeprav je bil v svojem času uspešen in priznan skladatelj. Bil je sin knjigoveza iz Augsburga in je v rojstnem mestu obiskoval jezuitski kolegij, kjer je študiral teologijo. Leta 1736 se je preselil v cerkveno kneževino Salzburg, da bi tam študiral filozofijo, vendar je moral študij opustiti zaradi preskromnega obiska predavanj. Kot odličen violinist se je kmalu uveljavil v orkestru salzburškega nadškofa in postal njegov dvorni skladatelj. Za salzburški orkester je napisal trideset serenad, 12 oratorijev ter veliko število drugih nabožnih del, simfonij, kvartetov in solističnih skladb. Leta 1756 je izdal didaktično delo Gründliche Violinschule, ki je bila kmalu po izidu prevedena v več jezikov, med drugim celo v ruščino. Delo je veljalo ob svojem času za najboljšo metodo učenja violine, o Leopoldovih velikih pedagoških sposobnostih pa bolj kot vse drugo priča prav njegov genialni sin. Leta 1747 se je Leopold Mozart oženil z Mario Anno Pertl, s katero je imel sedem otrok, vendar sta preživela le Johann Chrisostom Wolfgang Amadeus in Maria Anna Wallburga Ignatia (tudi »Nannerl«). Oba sta bila glasbeno nadarjena, deček pa je bil genij. Skrbni oče mu je popolnoma podredil svoje osebne ambicije. Naučil ga je vsega, kar je znal sam in mu omogočil tudi temeljito splošno izobrazbo. Z otrokoma je nekajkrat prepotoval Evropo; čudežni deček je igral cesarici Mariji Tereziji, papežu, gospe Pompadour, francoskemu in angleškemu kralju ter mnogim drugim mogočnikom tistega časa.
Leopold je bil je eden od skladateljev, ki so izoblikovali prehod od baroka v klasicizem. Pisal je podobno glasbo kot skladatelji mannheimske šole in Bachovi sinovi.